# Union Township (comté de Benton, Missouri)
Pour les articles homonymes, voir Union Township.
Union Township est un township du comté de Benton dans le Missouri, aux États-Unis,. Fondé le 2 juin 1840, il est baptisé en référence à la réunion de trois anciens townships.

### Source de la traduction
- (en) Cet article est partiellement ou en totalité issu de l’article de Wikipédia en anglais intitulé « Union Township, Benton County, Missouri » (voir la liste des auteurs).